# كأس تونس 1975–76
كأس تونس لكرة القدم 1975-1976 هو الموسم رقم 21 منذ الاستقلال وال46 منذ إنشائه من كأس تونس لكرة القدم.

فاز بهذا الموسم النادي الإفريقي، وجاء ثانيا الترجي الرياضي التونسي.

## روابط خارجية
- الموقع الرسمي للجامعة التونسية لكرة القدم.